# Midway-Hardwick
Midway-Hardwick és una concentració de població designada pel cens dels Estats Units a l'estat de Geòrgia. Segons el cens del 2000 tenia 5.819 habitants.

## Demografia
Segons el cens del 2000, Midway-Hardwick tenia 5.135 habitants, 1.868 habitatges, i 1.277 famílies. La densitat de població era de 403,8 habitants/km².
Dels 1.868 habitatges en un 34,2% hi vivien nens de menys de 18 anys, en un 31% hi vivien parelles casades, en un 30,3% dones solteres, i en un 31,6% no eren unitats familiars. En el 25,5% dels habitatges hi vivien persones soles el 6,3% de les quals corresponia a persones de 65 anys o més que vivien soles. El nombre mitjà de persones vivint en cada habitatge era de 2,64 i el nombre mitjà de persones que vivien en cada família era de 3,17.
Per edats la població es repartia de la següent manera: un 28,4% tenia menys de 18 anys, un 11,9% entre 18 i 24, un 29,6% entre 25 i 44, un 18,9% de 45 a 60 i un 11,2% 65 anys o més.
L'edat mediana era de 32 anys. Per cada 100 dones de 18 o més anys hi havia 75,1 homes.
La renda mediana per habitatge era de 29.300 $ i la renda mediana per família de 33.382 $. Els homes tenien una renda mediana de 25.682 $ mentre que les dones 21.365 $. La renda per capita de la població era de 16.192 $. Entorn del 17,4% de les famílies i el 21% de la població estaven per davall del llindar de pobresa.

## Poblacions més properes
El següent diagrama mostra les poblacions més properes.